# Chipa

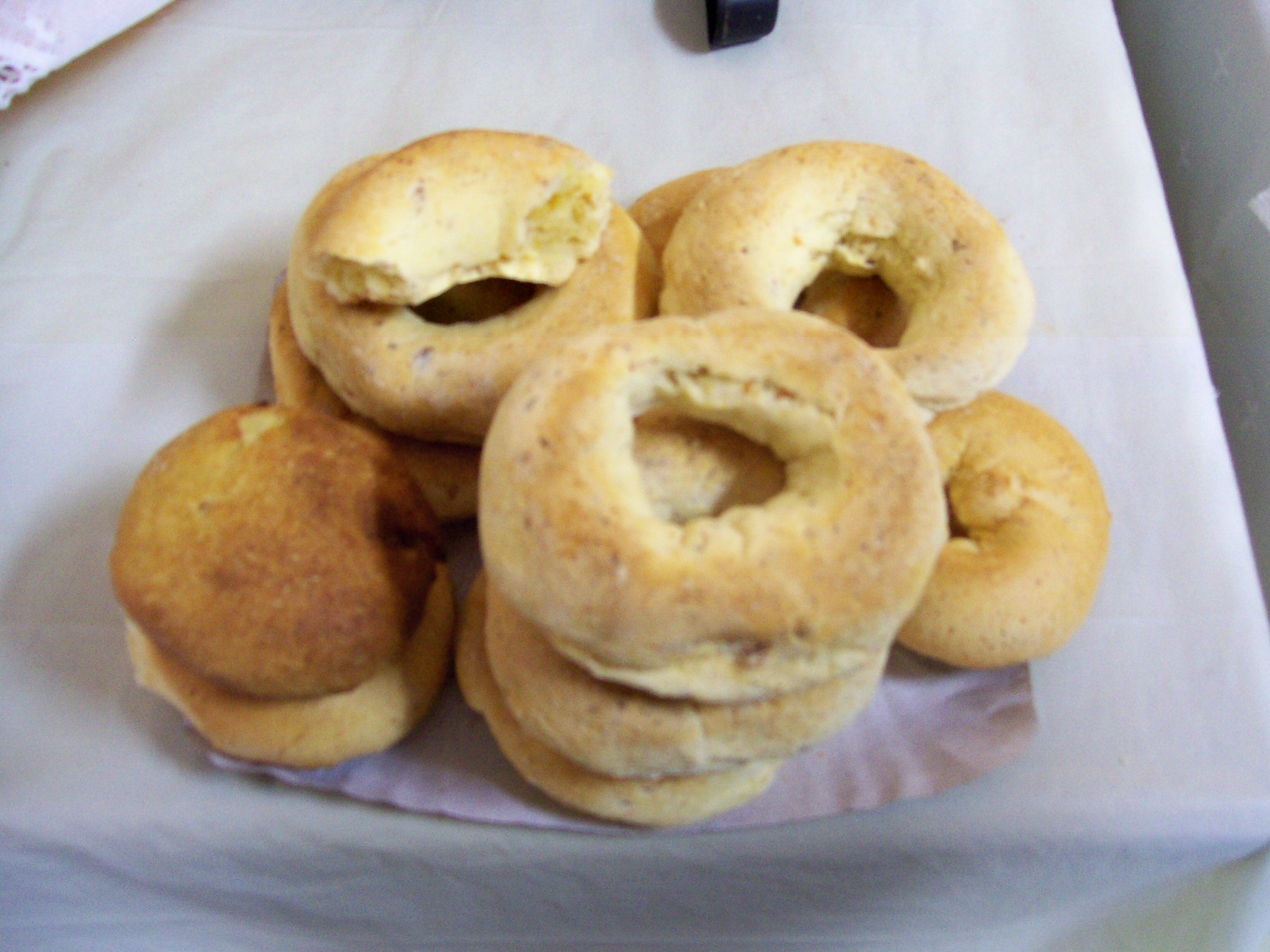
Paraguayische Chipa

Chipa, auch chipá, weil auf der letzten Silbe betont, ist ein traditionelles Gebäck in Paraguay und Nord-Argentinien, das aus Maniokstärke, Käse, Milch, Eiern, Fett und Salz zubereitet wird. Das Wort stammt aus der Sprache der Indianer, Mestizen und teilweise auch der Weißen dieser Gegend, dem Guaraní, abgeleitet von Quechua ichipa = „zusammengedrückte Masse“. Zum Backen wird vorzugsweise ein spezieller Ofen verwendet, der Tatakuá, in dem die Temperatur sehr hoch und die Backzeit sehr kurz ist.

## Geschichte
In Paraguay wird an jedem zweiten Freitag im August der „Nationaltag der Chipa“ (Día Nacional de la Chipa) gefeiert, der vom Nationalparlament 2014 eingeführt wurde. Die Chipa, die überall im Land erhältlich ist, wird als besonderes Exponent der Mestizen-Kultur des Landes betrachtet. Ursprünglich bereiteten die Ureinwohner die Chipa nur aus zerriebenem Maniok zu, den sie in Blätter einwickelten und unter die glühende Asche legten. Die spanischen Missionare brachten die Vieh- und Milchwirtschaft nach Südamerika und damit die weiteren Bestandteile des Produkts, Fett, Eier, Milch und Käse. Da die Chipa keine Hefe enthält, wurde sie von den Missionaren in die religiösen Riten zu Weihnachten, Ostern und zum Tag der Kreuzigung einbezogen. Die Chipa war eines der Werkzeuge, mit der man die nationale Identität Paraguays schmiedete.
Im Lauf der Zeit wurden immer mehr Varianten entwickelt, wie die chipa so'o aus Mais und mit Fleischfüllung, chipa guasú aus jungen Maiskolben, chipa chamaú aus Maniok und Kokosflocken oder chipa manduvi süß und mit Erdnüssen. Eine besondere Variante ist die chipa kavure, deren Teigmasse flach um einen Stock geformt und über der Glut gegrillt wird. Sie wird traditionell zu Ostern zubereitet.